# Hans Nordin (backhoppare)
Hans Evert Nordin, född 7 januari 1931 i Härnösand, Ångermanland, död 
23 september 2021 i Älandsbro, var en svensk backhoppare som tävlade under 1950-talet. Han representerade IF Älgarna.

## Karriär
Hans Nordin fattade tidigt intresse för skidsport. Han tränade i Polstjärnebacken i Hälletorp på lånade skidor. Nordin blev svensk juniormästare i backhoppning. 
Hans Nordin deltog i backhoppstävlingen i olympiska vinterspelen 1952 i Oslo 24. Han var den först startande backhopparen i tävlingen. 104.102 betalande åskådare var kommit till Holmenkollen för att se backhoppstävlingen, plus runt 30.000 som såg tävlingen från "Gratishaugen", en backe utanför stadion där man gratis kunde se tävlingarna i Holmenkollen.
Nordin låg på 12:e plats efter första omgången, men hoppade sig upp en plats i andra omgången och slutade på elfte plats, 19,5 poäng efter segrande hemmahopparen Arnfinn Bergmann och 13,0 poäng från pallen. Karl Holmström från Sverige tog sista pallplatsen.

## Övrigt
Nordin bodde sedan 1975 i Nässland, Älandsbro med sin fru Hjördis. Makarna hade tidigare bott många år i Timrå och Hans Nordin arbetade som elektriker bland annat på Östrands massafabrik.